# Deiro
Deiro (oficialmente San Miguel de Deiro) es una parroquia española del municipio de Villanueva de Arosa, perteneciente a la provincia de Pontevedra, en la comunidad autónoma de Galicia.

## Historia
Hacia mediados del siglo XIX, el lugar tenía contabilizada una población de 678 habitantes. Aparece descrito en el séptimo volumen del Diccionario geográfico-estadístico-histórico de España y sus posesiones de Ultramar de Pascual Madoz con las siguientes palabras:

DEIRO (Srn Miguel): felig. en la prov. de Pontevedra (3 leg.), part, jud. y ayunt. de Cambados (1/2), dióc. de Santiago. sit. en las inmediaciones de la ria de Arosa, combatida por los aires del N. y SO.; el clima es templado, y las enfermedades comunes dolores de costado y calenturas pútridas y tifoideas. Tiene 200 casas distribuidas en los l. de Aloces, Cardalda, Cores, Fragua, San Miguel y San Roque. La igl, parr. (San Miguel Arcangel), está servida por un cura de provision en concurso. Al O. de la igl. en el l. de San Roque, hay una ermita con la advocacion de este Santo. Confina el term. con lso de Sta, María de Caleiro, y San Esteban de Tremoedo. El terreno, participa de monte y llano y es de buena calidad: hácia el E. se encuentran algunos cerros sin arbolado, y parte de la dehesa Real con abundantes yerbas de pasto. Cruza por esta felig. el camino que desde Cambados dirije á Villagarcia: el correo se recibe de Pontevedra 3 veces á la semana. prod.: cereales, legumbres, hortaliza, vino, lino y frutas; se cria ganado vacuno, de cerda, lanar y cabrio: hay caza de varias especies, y pesca de todas clases menos de salmon. pobl : 150 vec., 678 alm. contr. con su ayunt. (V.).
(Madoz, 1847, p. 368)

En 2022, tenía empadronados 1671 habitantes.